# Chomolhari

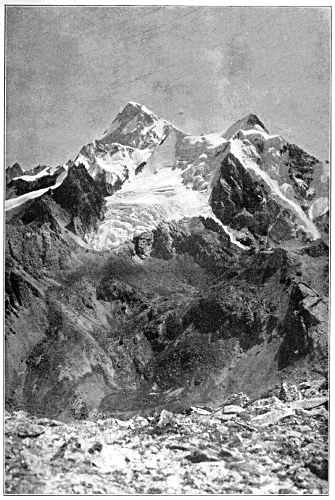
Vista de Chomolhari pelo sul em 1921

Chomolhari é a sexta montanha mais alta do Butão.
Possui uma elevação de 7.314 metros e está localizada a uma latitude de 27.8333 e uma longitude de 89.2667.
Os primeiros a chegarem a seu topo foram Pasang Dawa Lama e Spencer Chapman em 1937.